# Alanin
Alanin (Ala, A) je proteinogenní, nepolární, neesenciální α aminokyselina.
Na jeho α uhlík je navázána methylová skupina, což z něj dělá jednu z nejjednodušších α-aminokyselin. Kromě funkce v proteinech se jedná o významný meziprodukt mnoha metabolických drah, a zprostředkovává alaninový cyklus umožňující svalům efektivně získávat energii z aminokyselin. Alanin je jednou z nejobvyklejších aminokyselin v proteinech, jeho průměrný výskyt je 7,7 %, je kódován kodony GCU, GCC, GCA a GCG.

## Historie
Alanin byl chemicky syntetizován roku 1850 Adolphem Steckerem z acetaldehydu, amoniaku a kyanovodíku. Stecker očekával kyselinu mléčnou, namísto toho ale izoloval jinou látku, kterou pojmenoval alanin, "al-" značí původ z aldehydu. Jím použitý postup se dnes nazývá Streckerova syntéza aminokyselin. V proteinech byl alanin jednoznačně identifikován roku 1888 T. Weylem, alanin je tedy aminokyselina, která byla dříve syntetizována, než nalezena v proteinech.

## Chemické vlastnosti
Alanin obsahuje, podobně jako většina aminokyselin, chirální uhlík, je tedy opticky aktivní. Vyskytuje se ve dvou formách (enantiomerech): L-alanin a D-alanin, pro syntézu proteinů na ribozomu se využívá ovšem pouze L-alanin. V polypeptidech a proteinech se ovšem může vyskytovat i D-alanin, pokud je tam připojen po syntéze, jako je tomu v případě dermorfinu některých pralesních žab.

### V bílkovinách
Methylová skupina alaninu je málo reaktivní, nepolární a není silně hydrofobní, proto se alanin téměř nikdy nepodílí na funkci proteinu přímo. Jeho role může být například v rozeznání substrátu kvůli své interakci s málo reaktivními atomy, jako je uhlík. Díky svému hydrofóbnímu charakteru se podílí na hydrofobních interakcích napříč vláknem proteinu.
Alanin je významný pro tvorbu alfa-helixů, protože ze všech proteinogenních aminokyselin nejvíce stabilizuje tento typ struktury. Peptidy tvořené výhradně z alaninů jsou ovšem "konformačními chameleony" a mohou zaujímat alfa helixy, nebo pokud jsou dostatečně dlouhé, i beta-listy, což je klinicky významné u některých dědičných chorob vyvolaných zmnožením trinukleotidových opakování kódujících alanin, vyskytujících se například v proteinu PABPN1 (podobně jako zmnožení úseků kódujících glutamin v huntingtinu provází Huntingtonovu chorobu).
Protože je methylová skupina alaninu málo reaktivní, a pouze vzácně nese nějakou specifickou funkci, alanin může být snadno zaměněn za jinou aminokyselinu. Naopak, záměna aminokyseliny za alanin změní funkci proteinu za předpokladu, že daná aminokyselina je pro funkci proteinu důležitá. Této skutečnosti se používá v genovém inženýrství při alaninovém skenování, kdy se zaměňuje zkoumaná aminokyselina za alanin a zkoumají se změny ve funkci proteinu. I když se teoreticky nabízí záměna za ještě jednodušší glycin, alanin je vhodnější, protože zaujímá konformace běžné pro aminokyseliny, na rozdíl od poměrně neobvyklého glycinu.

### Alaninový cyklus
Alanin se kromě výstavby proteinů také podílí na dopravě amoniaku ze svalů do jater a na glukoneogenezi v alaninovém cyklu, ve kterém je z pyruvátu transaminací ve svalu vytvořen alanin, který je pak dopraven krví do jater, kde je opět transaminován za vzniku pyruvátu. Přenesená aminoskupina je pak pomocí močovinového cyklu přeměněna na močovinu (a vyloučena z těla ven), zatímco pyruvát slouží jako prekurzor pro syntézu glukózy v procesu glukoneogeneze.

### Vztah k hypertenzi
Podle mezinárodní studie Imperial College London existuje korelace mezi hladinou alaninu, vysokým krevním tlakem, příjmem energie, hladinou cholesterolu a indexem tělesné hmotnosti.

## Zdroje

### V potravinách
Alanin není esenciální, tedy při nedostatku může být v těle vytvořen. Zdrojem alaninu jsou veškerá bílkovinná jídla, např. maso, vajíčka, mléčné výrobky nebo plody moře. Z vegetariánských jídel hodně alaninu obsahují luštěniny, ořechy, kvasnice, hnědá rýže nebo obilí.

### Biosyntéza a degradace
Alanin může být v těle tvořen z pyruvátu nebo z aminokyselin s větveným alifatickým řetězcem tedy například z valinu, leucinu a izoleucinu.
Nejběžněji je alanin tvořen enzymem alaninaminotransferázou transaminací pyruvátu, který vzniká glykolýzou glukózy. Protože transaminační reakce jsou reverzibilní a pyruvát všudypřítomný, alanin snadno vzniká v úzké vazbě s metabolickými drahami jako glykolýza, glukoneogeneze a citrátový cyklus. Protože jsou tyto pochody reverzibilní, při nadbytku může alanin vstoupit do stejných drah, kterými je tvořen a je tak degradován, hlavní degradační reakce je transaminace enzymem alaninaminotransferázou: alanin+alfa-ketoglutarát→pyruvát+glutamát.

### Chemická syntéza
Racemická směs alaninu se dá připravit kondenzací acetaldehydu s chloridem amonným za přítomnosti kyanidu draselného Streckerovou syntézou nebo amonolýzou kyseliny 2-brompropionové:

## D-alanin

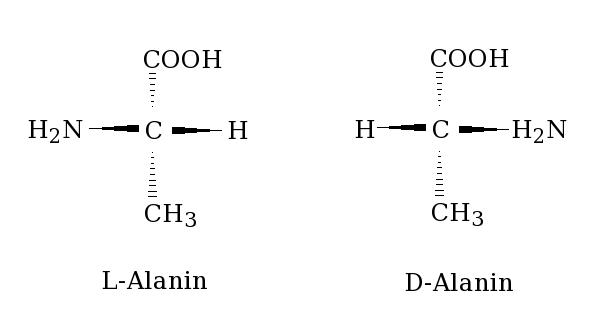
Porovnání D- a L-alaninu

I když platí, že pro syntézu proteinů využívají živé organismy pouze L-aminokyseliny, D-alanin je poměrně často používán pro jiné účely. V proteinech může být připojen až po syntéze specializovanými enzymy, jako je tomu u proteinu dermorfinu některých pralesních žab. Také se může vyskytovat v neribozomálních peptidech, příkladem může být cyklosporin.
D-alanin je významnou složkou bakteriálního peptidoglykanu (mimo jiné spolu s D-glutamovou kyselinou). Přítomnost D-alaninu chrání bakterie před působením defensinů a dalších antibakteriálních enzymů a je důležitá pro tvorbu biofilmu.
Mořští korýši, mlži, a pravděpodobně řada dalších bezobratlých využívá D-alanin ve slaném prostředí jako osmolyt pro vyrovnání osmotického tlaku. Předpokládá se, že D-forma alaninu je používána proto, že nemůže být využívána enzymy a její nadbytek neovlivňuje metabolismus. Tyto organismy mohou získávat D-alanin od symbiotických bakterií nebo z potravy, ale také nesou gen pro alanin-racemázu vytvářející D-alanin z L-alaninu. D-alanin je využíván i savci, jeho funkce ale není známá a jeho původ není dobře prozkoumán – získávají D-alanin ze symbiotických bakterií, také ale mohou nést zatím neobjevenou alanin-racemázu. U savců se D-alanin vyskytuje v nervovém systému a některých orgánech, především v endokrinním systému. D-alanin je sekretován buňkami Langerhansových ostrůvků po stimulaci glukózou, a jeho koncentrace v krvi se mění podle cirkadiánního rytmu, což naznačuje, že se může jednat o hormon s neznámou funkcí.